# Pierre De Geyter
Pierre Chretien Degeyter (8 de Outubro de 1848 em Gante, Bélgica; 26 de Setembro de 1932 em Saint-Denis na França) foi um anarquista franco-belga, mais tarde comunista e compositor. Ele compôs em 1888 a canção "A Internacional".

## Vida
Os pais de Degeyter, Adrien e Rosa Degeyter, mudaram da França para a Bélgica para continuar trabalhando na indústria têxtil, onde também ele trabalhou em uma fábrica de mecânica, embora o trabalho infantil estivesse proibido desde 1841. Foi alfabetizado na escola noturna. Com a idade de 7 anos, a família voltou para a França e se assentaram em Lille.
Com 16 anos frequentou aulas de desenho na Academia, para então trabalhar como entalhador. A edição francesa o indica como operador de Cabos (câbleur) na indústria ferroviária.
Mais tarde entrou para a Academia de Música, onde se formou com 38 anos. Em 1886 Tornou-se membro do Coro obreiro "La Lyre des Travailleurs", fundado por Gustavo Delory, um líder do Partido Obreiro Francês em Lille, que mais tarde seria prefeito de Lille.

## A «Internationale»

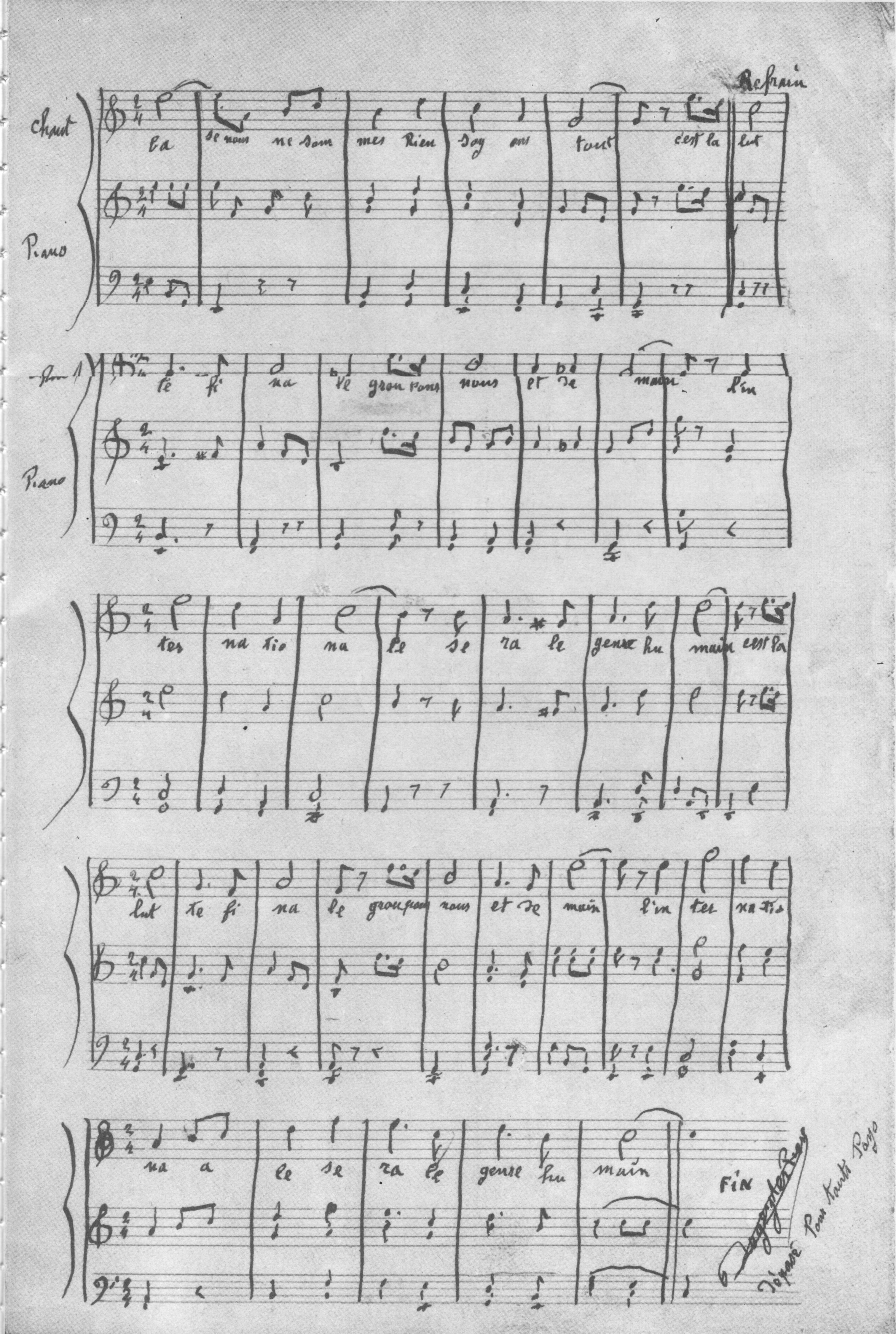
Manuscrito da canção "L'Internationale" de Pierre Degeyter, em 1888.

Em 15 de Julho de 1888 Delory pediu a Degeyter que compusesse músicas para várias canções revolucionárias populares entre os socialistas de Lille. Entre elas estava um texto de 1871 de Eugène Pottier, que até essa data sempre foi cantada com a melodia da Marselhesa. Degeyter compôs a nova melodia para a "Internacional", que o Coro "Lyre des Travailleurs" cantou pela primeira vez na festa anual dos vendedores de Jornais.(Jornaleiros?). 
Para não por em perigo seu emprego, o Prenome do Compositor foi omitido, mas mesmo assim ele foi parar na Lista Negra e perdeu seu emprego. Ele sobreviveu com "bicos", até que em 1902 se mudou com a mulher e filha para Sain-Denis perto de Paris.
Degeyter não se garantiu os direitos autorais, de forma que mais tarde (1904) seu irmão Adolphe tentou com um processo contestar a autoria da música, ele não pôde durante muito tempo receber os direitos autorais (tantièmes) por sua composição, que só lhe foi atribuída em 1922, oito anos depois do suicídio de seu irmão Adolphe Degeyter.
A canção teve sucesso imediato, primeiro na França e em seguida no mundo inteiro. Ela se popularizou 1892 na Segunda Internacional.e em 3 de novembro de 1910 se converteu no hino de todos trabalhadores. Em 1919 Lenin a oficializa na Terceira Internacional e se converte em Hino Nacional da União Soviética até 1943. 
Na cisão entre Socialistas e Comunistas Degeyter se decidiu pelos segundos. Em 1927 já com 79 anos ele foi Convidado de Honra por Stálin a Moscou, na União Soviética para os festejos de 10 anos da Revolução de Outubro., que na época utilizava "A Internacional" como Hino, junto com Käthe Kollwitz . Ele foi agraciado com uma pequena aposentadoria, que assim como um apartamento em Saint-Denis e os escassos direitos autorais de outras canções, como "Le Insurgé" e "En avant la Classe Ouvrière" não chegaram a melhorar sua condição de vida. Seu cortejo fúnebre agregou mais de 50.000 pessoas.